# 北海道道410号雄武港線
北海道道410号雄武港線（ほっかいどうどう410ごう おうむこうせん）は、北海道紋別郡雄武町内を結ぶ一般道道（北海道道）である。

## 概要

### 路線データ
- 起点：北海道紋別郡雄武町字雄武（雄武漁港）
- 終点：北海道紋別郡雄武町字雄武（国道238号交点）
- 路線延長：0.2 km（総延長）

## 歴史
- 1961年（昭和36年）3月31日 - 路線認定[1]。

## 地理

### 通過する自治体
- オホーツク総合振興局
  - 紋別郡雄武町

### 交差する道路
雄武町
- 国道238号 - 字雄武（終点）

### 沿線にある施設など
雄武町
- 雄武町図書館 - 字雄武708-2
- 稚内信用金庫雄武支店 - 字雄武702
- 北見信用金庫雄武支店 - 字雄武886-1